# سوربا توماس
سوربا توماس (مواليد 25 يناير 1999) هو لاعب كرة قدم ويلزي يلعب في مركز الجناح في نادي هدرسفيلد تاون.